# Guntakal
Guntakal è una suddivisione dell'India, classificata come municipality, di 117.403 abitanti, situata nel distretto di Anantapur, nello stato federato dell'Andhra Pradesh. In base al numero di abitanti la città rientra nella classe I (da 100.000 persone in su).

## Geografia fisica
La città è situata a 15° 10' 0 N e 77° 22' 60 E e ha un'altitudine di 431 m s.l.m..

## Società

### Evoluzione demografica
Al censimento del 2001 la popolazione di Guntakal assommava a 117.403 persone, delle quali 59.364 maschi e 58.039 femmine. I bambini di età inferiore o uguale ai sei anni assommavano a 12.393, dei quali 6.206 maschi e 6.187 femmine. Infine, coloro che erano in grado di saper almeno leggere e scrivere erano 75.908, dei quali 43.984 maschi e 31.924 femmine.